# 公的機関によるFOSSの採用
プロプライエタリソフトウェアの代わりに自由ソフトウェアを使用することで、機関は情報技術をより適切に制御できる。多くの公的機関が自由ソフトウェアソリューションへの移行を開始している。これにより独立性が保証され、よく議論される公的資金による開発への一般公開の必要性にも対処できる。これは、非自由ソフトウェアでは必要なプログラムの完全な制御が許可されないため、公共サービスが市民のデータを信頼できる方法で処理することを保証する唯一の方法である。  

## アジア

### インド

#### アッサム
2009年、アッサム州政府はオープンソースを2009年の州IT政策の中に設定した。義務付けられてはいないが、その使用は奨励されており、パートナーシップ中にFOSSを使用する企業に重点が置かれている。  

#### ケララ
インドのケララ州政府は、2001年の州IT政策でFOSSの公式サポートを発表した。これは、2001年7月にケララ州の州都ティルヴァナンタプラムで開催されたインド初の自由ソフトウェアカンファレンス「Freedom First!」の後に策定された。このカンファレンスで、リチャード・ストールマンはインドのフリーソフトウェア財団を発足させた。2001年のケララ州政府の自由ソフトウェアのサポートは、おそらく政府が自由ソフトウェアの使用をサポートした最も初期の例である。
IT@Schoolプロジェクトの下で、ケララ州政府は学校向けにFOSSを採用した。  

### ヨルダン
2010年1月、ヨルダン政府は、ヨルダンの大学システムからオープンソースソフトウェアの使用を促進するために、米国に拠点を置く大手オープンソースデータベース管理会社Ingres Corporation（現在はActian Corporationとして知られる）と提携したことを発表した。  

### マレーシア
マレーシアは「マレーシア公共部門オープンソースソフトウェアプログラム（Malaysian Public Sector Open Source Software Program）」を開始し、2008年までに数百万ドルを節約した。  

## ヨーロッパ

### オーストリア
2005年に、ウィーンはMicrosoft Office 2000からOpenOffice.orgに、Microsoft Windows 2000からLinuxに移行した。

### フランス

#### 国家憲兵隊
2009年3月、フランス国家憲兵隊は2015年までにUbuntuに完全に移行すると発表した。フランス国家憲兵隊はOpenOffice.org、Firefox、Thunderbirdを採用している。2018年には、国営のMatrixネットワークが導入された。

#### 国会
2007年6月現在、フランス国民議会はLinux、OpenOffice.org、Firefoxへの移行を計画している。

### ドイツ

#### 陸軍
2020年、ドイツ軍は内部通信にMatrixを使い始め、Elementをベースにした独自のアプリケーションを作成した。

#### 警察
2018年、ドイツ警察はWhatsAppをMokaに置き換えた。これはダニエル・グルチュが作成したConversationsのフォークである。

#### ミュンヘン
2003年、ドイツのミュンヘンはMicrosoft Windows NTベースのオペレーティングシステムからSUSE Linuxのオープンソース実装に切り替える意向を発表した。2004年6月、SUSE LinuxとIBMが実施したパイロットプロジェクトの後、移行の最終承認があった。2005年4月14日、市は商用LinuxディストリビューションからDebianに移行することを決定した。2010年までに20%の採用率が達成された。

#### シュヴェービッシュ・ハル
2002年後半、シュヴェービッシュ・ハルは400台のワークステーションをLinuxに移行した。移行の要因は、コスト、セキュリティの向上、ベンダー主導のアップグレードの繰り返しからの脱却であった。

#### シュレースヴィヒ＝ホルシュタイン州
パイロットプロジェクトが成功した後、シュレースヴィヒ＝ホルシュタイン州は2024年4月に、行政機関が3万人の従業員のPCをFOSSシステムに移行すると発表した。移行には、Linuxオペレーティングシステム、OpenDocumentファイル形式ODF、LibreOffice、Thunderbird、Nextcloudなどのソフトウェアへの切り替えが含まれる。州政府は2024年11月に「オープンイノベーションとオープンソース戦略」を発表し、2025年春に移行を開始するよう命じた。この決定の目的は、「オープンソースによるデジタル主権」と、ITリソースに対する「信頼と透明性」を確保し、「地域のデジタル経済」を促進することである。2024年末には、マクロ移行、PDFエクスポートとアクセシビリティ修正、トレーニングなど、政府から移行プロバイダーへの最初のリクエストがすでにいくつかの部門で完了している。これらの改善点のいくつかはすでに上流にマージされ、LibreOfficeの最新バージョンでリリースされている。

### ポルトガル
2000年、ポルトガルのヴィエイラ・ド・ミーニョは、FOSSへの切り替えを開始した。

### ルーマニア
IOSSPLは、ルーマニアの公共図書館で使用されているFOSSである。

### スペイン
2017年、バルセロナ市は、コンピュータシステムをWindowsプラットフォームから移行し始めた。市の戦略は、まず、基盤となるWindowsオペレーティングシステムだけが唯一のプロプライエタリソフトウェアになるまで、すべてのユーザーアプリケーションをオープンソースの代替に置き換えることであった。最終段階で、オペレーティングシステムはLinuxに置き換えられた。

## 北アメリカ

### カナダ
2017年、オンタリオ州スーセントマリー市は、市自身のソフトウェアコストを削減し、同様の問題の解決を目指す他の自治体との連携を強化するために、新しい社内ソフトウェア開発の取り組みのほとんどを公開した。

### アメリカ合衆国
2006年9月、マサチューセッツ州は、すべての州政府機関にOpenDocument標準を正式に採用することを発表した。
2009年2月、ホワイトハウスは、コンテンツ管理にDrupalを使用し、ウェブサイトをLinuxサーバーに移行した。
2016年8月、連邦政府は新しいソースコードポリシーを発表した。このポリシーでは、連邦政府機関によって、または連邦政府機関のために開発されたソースコードの少なくとも20%をオープンソースソフトウェア（OSS）としてリリースすることが義務付けられている。さらに、このポリシーでは、すべてのソースコードを機関間で共有することが義務付けられている。公開リリースは3年間のパイロットプログラムの下にあり、機関はこの間データを収集してパフォーマンスを測定する義務がある。全体的なポリシーの目的は、重複を減らし、ベンダーロックインを回避し、共同開発を促進することである。code.govでは、「機関がこのポリシーを実装するのに役立つツール、ベストプラクティス、スキーマのオンラインコレクション」を提供すると述べられており、政府全体での再利用とOSSとしてのリリースの両方を目的とした「カスタム開発されたソフトウェアの主要な発見ポータル」も提供される。また、まだ指定されていないオープンソースライセンスもコードに追加される。このポリシーの共著者である米国最高情報責任者のトニー・スコットは、「これは結局のところ、国民の規則です。これを探求してください。そこから学び、改善してください。これを使用して、アメリカの次の革新の飛躍を推進してください。」とブログに投稿した。

## 南アメリカ

### アルゼンチン
アルゼンチン政府は、クリスティーナ・フェルナンデス・デ・キルチネル大統領時代にANSESとアルゼンチン教育省を通じてConectar Igualdad（平等への接続）プログラムを開始し、公立学校の子供たちに教育目的で使用できる無料のラップトップパソコンを提供した。デフォルトでは、アルゼンチン技術省がMATEデスクトップを使用してDebianをベースに開発したFOSSのLinuxオペレーティングシステムであるHuayra GNU/Linuxが付属していた。

### ブラジル
ブラジル政府はMicrosoft WindowsからLinuxに移行した。2006年には、Linuxを実行する安価なコンピュータの購入を減税で補助することにより、貧困地域全体にLinuxコンピュータの配布を奨励した。

### エクアドル
2008年4月、エクアドルは同様の法律、法令1014を可決し、公共部門を自由ソフトウェアに移行した。

### ペルー
2005年、ペルー政府はすべての機関でオープンソースを採用することを決議した。マイクロソフトの批判に対する2002年の回答はオンラインで入手できる。法案の前文で、ペルー政府は、「法案の根拠となる基本原則は、法治国家の基本的な保証と結びついている」として、民主主義の重要な柱が保護されるようにするためにこの選択が行われたことを強調した。

### ベネズエラ
2004年、ベネズエラで法律（法令3390）が発効し、すべての公的機関で2年間のオープンソースへの移行が義務付けられた。2009年6月現在、この野心的な移行はまだ進行中である。